# Chloridazone
Le chloridazone est une substance active de produit phytosanitaire (ou produit phytopharmaceutique, ou pesticide), qui présente un effet herbicide, et qui appartient à la famille chimique des diazines (pyridazine).

## Dispositions règlementaires
L'utilisation et la détention de chloridazone comme produit phytopharmaceutique est interdit depuis le 1er janvier 2021.
Les métabolites de chloridazone font partie des substances surveillées dans le cadre des contrôles sanitaires de l'eau. Les normes environnementales établies par l'Union européenne fixent la concentration maximale admissible à 1 microgramme par litre d'eau.

## Caractéristiques physico-chimiques
Les caractéristiques physico-chimiques dont l'ordre de grandeur est indiqué ci-après, influencent les risques de transfert de cette substance active vers les eaux, et le risque de pollution des eaux :
- Hydrolyse à pH 7 : très stable,
- Solubilité : 340 mg·L-1,
- Coefficient de partage carbone organique-eau : 120 cm3·g-1. Ce paramètre, noté Koc, représente le potentiel de rétention de cette substance active sur la matière organique du sol. La mobilité de la matière active est réduite par son absorption sur les particules du sol.
- Durée de demi-vie : 21 jours. Ce paramètre, noté DT50, représente le potentiel de dégradation de cette substance active, et sa vitesse de dégradation dans le sol.
- Coefficient de partage octanol-eau : 2,2. Ce paramètre, noté log Kow ou log P, mesure l’hydrophilie (valeurs faibles) ou la lipophilie (valeurs fortes) de la substance active.

## Écotoxicologie
Sur le plan de l’écotoxicologie, les concentrations létales 50 (CL50) dont l'ordre de grandeur est indiqué ci-après, sont observées :
- CL50 sur poissons : 27 mg·L-1,
- CL50 sur daphnies : 0,18 mg·L-1,
- CL50 sur algues : 0,73 mg·L-1.

## Toxicité pour l'humain
Sur le plan de la toxicité pour l’humain, la dose journalière acceptable (DJA) est de l’ordre de : 0,025 mg·kg-1·j-1.